# Aristolochia kanukuensis
Aristolochia kanukuensis là một loài thực vật có hoa trong họ Aristolochiaceae. Loài này được Feuillet mô tả khoa học đầu tiên năm 2007.